# 阿尔泰莴苣
阿尔泰莴苣（学名：Lactuca altaica）是菊科莴苣属的植物。分布于高加索、哈萨克斯坦、乌兹别克斯坦、俄罗斯、地中海、伊朗以及中国大陆的新疆等地，生长于海拔750米至2,000米的地区，多生在山谷及河漫滩，目前尚未由人工引种栽培。